# Leo Moser (Mathematiker)
Leo Moser (* 11. April 1921 in Wien, Österreich; † 9. Februar 1970 in Edmonton, Kanada) war ein in Österreich geborener und in Kanada aufgewachsener Mathematiker der unter anderem für die Steinhaus-Moser-Notation und das Sofaproblem bekannt wurde.

## Leben
Moser wurde in Wien geboren und emigrierte schon als Kind im Alter von drei Jahren mit seinen Eltern nach Kanada. Seit frühester Jugend war seine Gesundheit durch Herzprobleme beeinträchtigt, so dass er sich deshalb 1967 einer Operation unterziehen musste. Er wuchs in Winnipeg auf und studierte dort an der University of Manitoba, wo er 1943 mit dem Titel Bachelor of Science abschloss. Danach studierte Moser bis zum Master bis 1945 an der University of Toronto und wurde bei dem Zahlentheoretiker Alfred Brauer an der University of North Carolina promoviert. 1951 ging er an die University of Alberta, wo er bis zu seinem Tod im Alter von nur 48 Jahren blieb.
Als Mathematiker war er wie Paul Erdős problemorientiert und legte sogar ein eigenes Buch mit Problemen an, das er gerne auch Kollegen zugänglich machte. Seine Arbeitsgebiete waren zunächst die Zahlentheorie und später Kombinatorik und Graphentheorie.
Moser war seit 1946 mit Eva Levit (1924 bis 2013) verheiratet. Die beiden hatten die vier Kinder Melanie Jane (1952 bis 2000), Barbara, David und Sheri.

## Sonstiges
Leo Moser sollte nicht mit seinem Bruder, dem kanadischen Mathematiker William Oscar Jules Moser (Willy Moser) verwechselt werden, der mit seinem Lehrer Coxeter das Werk Generators and relations for discrete groups verfasste.